# Ptaszek w klatce
Ptaszek w klatce (z ang. Mockingbird Don’t Sing) – amerykański film fabularny (dramat) z 2001 roku w reżyserii Harry’ego Bromleya Davenporta.
Film oparty na dramatycznych faktach historii dziewczynki, o pseudonimie Genie, przetrzymywanej przez 13 lat w zamknięciu przez chorych rodziców. Sprawa została ujawniona w listopadzie 1970 roku, wstrząsając opinię publiczną.

## Obsada
- Tarra Steele – Katie Standon
- Michael Azria – ojciec Katie, Wesley Standon
- Kim Darby – matka Katie, Louise Standon
- Melissa Errico – dr Sandra Tanner
- Sean Young – dr Judy Bingham
- Michael Lerner – dr Stan York